# Ꚅ
La Ꚅ, minuscolo ꚅ, chiamata žvė, è una lettera dell'alfabeto cirillico. È una legatura delle lettere З e Ж.
La lettera žvė veniva utilizzata nella lingua abcasa in cui ha rappresentato la fricativa postalveolare sonora /ʒʷ/, ma fu sostituita dalla lettera жә.
| Lettera cirillica | Pronuncia IPA |
| ----------------- | ------------- |
| Ꚅ                 | /ʒʷ/          |